# William Peel (1. hrabia Peel)
William Robert Wellesley Peel, 1. hrabia Peel GCSI, GBE (ur. 7 stycznia 1867 w Londynie, zm. 28 września 1937 w East Meon) – brytyjski arystokrata i polityk, członek Partii Liberalno-Unionistycznej i Partii Konserwatywnej, minister w rządach Davida Lloyda George’a, Andrew Bonar Lawa i Stanleya Baldwina.

## Życiorys
Był synem Arthura Peela, 1. wicehrabiego Peel (syna sir Roberta Peela, premiera Wielkiej Brytanii), oraz Adelaide Dugdale. W 1900 r. został liberalno-unionistycznym deputowanym do Izby Gmin z okręgu Manchester South. Miejsce w parlamencie utracił w 1906 r. W 1909 r. wygrał wybory uzupełniające w okręgu Taunton i powrócił do ław parlamentu. Po śmierci ojca w 1912 r. odziedziczył tytuł 2. wicehrabiego Peel i zasiadł w Izbie Lordów.
W 1918 r. został parlamentarnym sekretarzem w Ministerstwie Służby Narodowej. W latach 1919–1921 był podsekretarzem stanu w Ministerstwie Wojny. Następnie został Kanclerzem Księstwa Lancaster. Równolegle był ministrem transportu. W 1922 r. został ministrem ds. Indii. Utrzymał się na tym stanowisku po upadku rządu Lloyda George’a w 1922 r. Przestał być ministrem w styczniu 1924 r., po upadku rządu Baldwina. Kiedy konserwatyści powrócili do władzy w listopadzie 1924 r. Peel został pierwszym komisarzem ds. prac publicznych. W latach 1928–1929 ponownie był ministrem ds. Indii. W 1931 r. był krótko Lordem Tajnej Pieczęci.
Tytuł parowski Peela został w 1929 r. podniesiony do rangi hrabiego. W latach 1936–1937 Peel był przewodniczącym komisji, która przedstawiła projekt podziału Brytyjskiego Mandatu w Palestynie na część arabską i żydowską. Peel był kawalerem Krzyża Wielkiego Orderu Gwiazdy Indii i Krzyża Wielkiego Orderu Imperium Brytyjskiego.
11 kwietnia 1899 r. poślubił Eleanor Williamson (1872, zm. 1949), córkę Jamesa Williamsona, 1. baron Ashton, i Margaret Gatey, córki Josepha Gateya. William i Eleanor mieli razem syna i córkę:
- Doris Peel (ur. 25 marca 1900), żona podpułkownika Lathama Blackera, ma dzieci
- Arthur William Ashton Peel (29 maja 1901, zm. 1969), 2. hrabia Peel